# Uchibayashi Hirotaka
Hirotaka Uchibayashi (sinh ngày 27 tháng 6 năm 1983) là một cầu thủ bóng đá người Nhật Bản.

## Sự nghiệp câu lạc bộ
Hirotaka Uchibayashi đã từng chơi cho Gamba Osaka và Ventforet Kofu.